# Hans Hachenberg

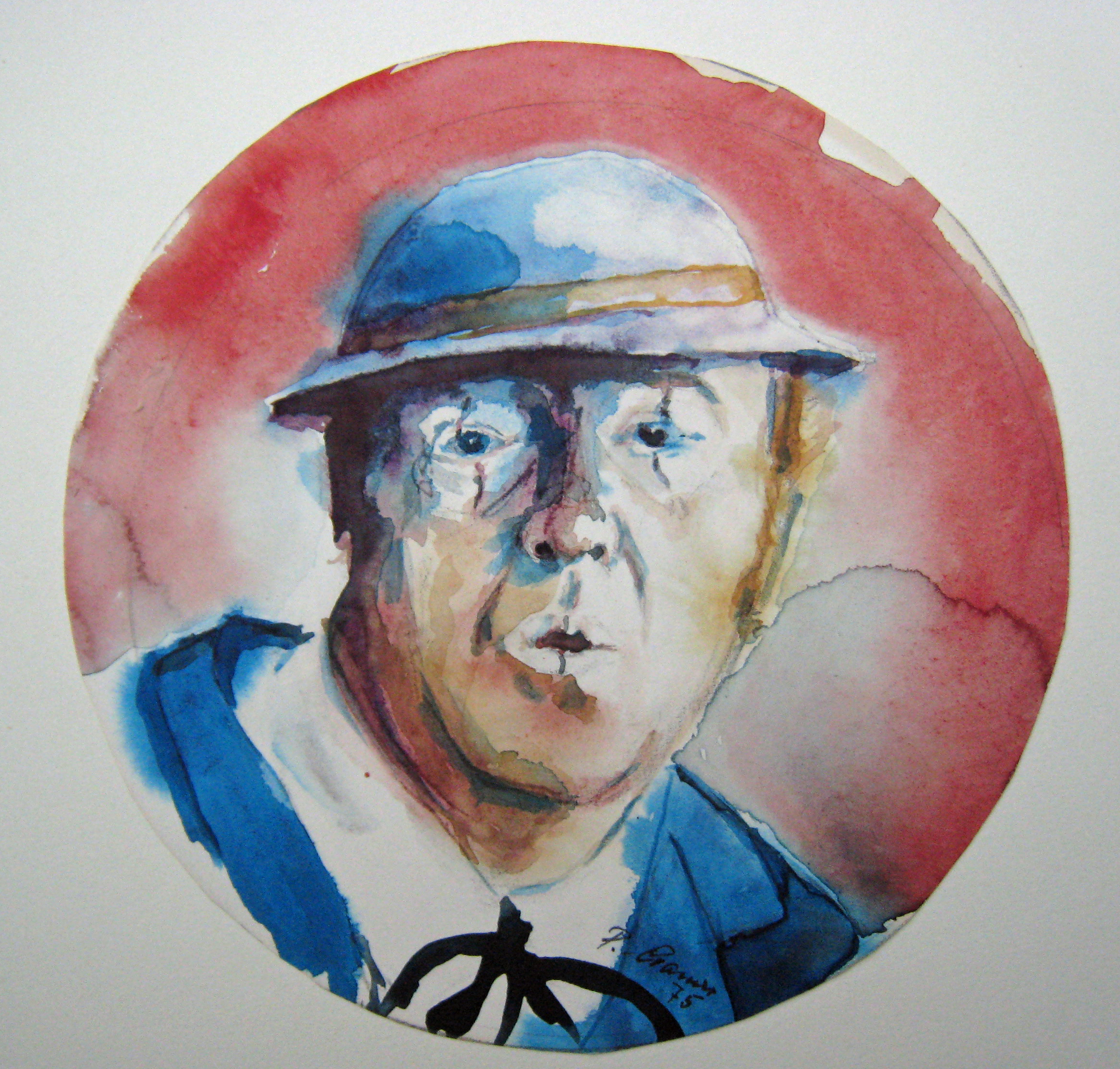
Porträt von der „Doof Noß“, Aquarell von Peter Cramer

Hans Hachenberg (* 11. Juli 1925 in Bergisch Gladbach; † 12. Juli 2013 ebenda), bekannt als Doof Noß, war ein deutscher Karnevalist und einer der beliebtesten Büttenredner des Kölner Karnevals, besonders in seiner Heimatstadt Bergisch Gladbach und im Umland.  

## Leben und Werk
Als „Doof Noß“ (doppeldeutig: Dumme Nuss oder Taube Nuss, in beiden Fällen verbirgt sich dahinter die negative Beurteilung der geistigen Leistungsfähigkeit) verkörperte er die Charaktere eines Trottels, der als jüngstes Kind einer Großfamilie pointenreich das Familienleben und den Alltag schildert. Als Beispiel sei folgender Witz zitiert:
 En de Schull hätt de Liehre e Experiment jemaat.

 E Jlas met Wasse, e Jlas met Schabau.

 Em Wasse e ne Wurm, em Schabau och e ne Wurm.

 Dä Wurm en dämm Wasse wor quecklebendich, dä Wurm en dämm Schabau wor tirek kapott.

 Hätt de Liehre uns jefroch: 'Was lernen wir daraus?'

 Hann ich mich jemeldt un jesaat: 'Janz einfach Herr Lehre: Wer süff kritt keen Würm.'
 (In der Schule hat der Lehrer ein Experiment gemacht.

 Ein Glas mit Wasser, ein Glas mit Schnaps.

 Im Wasser ein Wurm, im Alkohol auch ein Wurm.

 Der Wurm im Wasser war quicklebendig, der Wurm im Alkohol war sofort dahin.

 Der Lehrer fragte uns: 'Was lernen wir daraus?'

 Ich habe mich sofort gemeldet und gesagt: 'Ganz einfach Herr Lehrer: Wer säuft, bekommt keine Würmer.')
Über 60 Jahre lang trat Hachenberg in Karnevalssitzungen auf und wurde als Grand Seigneur der Büttenredner „alter Schule“ bezeichnet. Im Januar 2010 zog er sich aus gesundheitlichen Gründen nach 65 Jahren endgültig von der Bühne zurück – der letzte Auftritt auf einer Bühne fand am 23. Januar 2010 in der Kölner Philharmonie anlässlich einer Karnevalsmatinee der Bläck Fööss statt. Von seinem Bergisch Gladbacher Publikum hatte er sich am Tag zuvor verabschiedet, bei der Nostalgiesitzung des Carnevals-Comitees Fidele Ritter von Sand MMVIII, die ihn zum „Equester humoris causa“ („Ritter des Humors“) schlugen.

## Auszeichnungen
- Ehrenbürger der Stadt Bergisch Gladbach seit 2000
- Im Stadtteil Paffrath hat man am „Elften im Elften“ 2014 den Hans-Hachenberg-Platz nach ihm benannt.[4][5]
- Verdienstorden der Vereinigung zur Erhaltung und Pflege heimatlichen Brauchtums
- Verdienstorden in Gold vom Festkomitee Kölner Karneval von 1823 e. V.
- Verdienstorden in Gold mit Brillanten vom Bund Deutscher Karneval e. V.
- „Goldene Mütze“ der Karnevalsgesellschaft „Alt-Köllen vun 1883 e. V.“
- Ehrenkreuz in Gold mit Brillanten der Ehrengarde der Stadt Köln e. V. 1902
- Goldene/Lachende Maske vom Stammtisch Kölner Karnevalisten
- Rheinlandorden „Das Goldene Herz“
- Närrischer Bergischer Orden vom KCK Kürten
- Willy-Millowitsch-Medaille für seine sauberen, zotenfreien Büttenreden (2003)
- „Dat Hätz vun Kölle“ der ZDF-Sendung Karnevalissimo (2009)
- Equester humoris causa, Ritter des Humors des Carnevals-Comitees "Fidele Ritter von Sand" MMVIII (2010)